# MAP Linhas Aéreas
MAP Linhas Aéreas est une compagnie aérienne nationale basée à Manaus, au Brésil. Fondée en 2011, elle est autorisée à opérer des vols charters réguliers et non réguliers au Brésil. Depuis août 2019, MAP est une filiale de Voepass Linhas Aéreas, anciennement Passadero Linhas Aéreas.
Selon l'Agence nationale de l'aviation civile du Brésil (ANAC), entre janvier et décembre 2019, la MAP détenait 0,1 % de part de marché intérieur quant aux passagers-kilomètres payants, ce qui en fait la sixième compagnie aérienne nationale du Brésil.

## Histoire

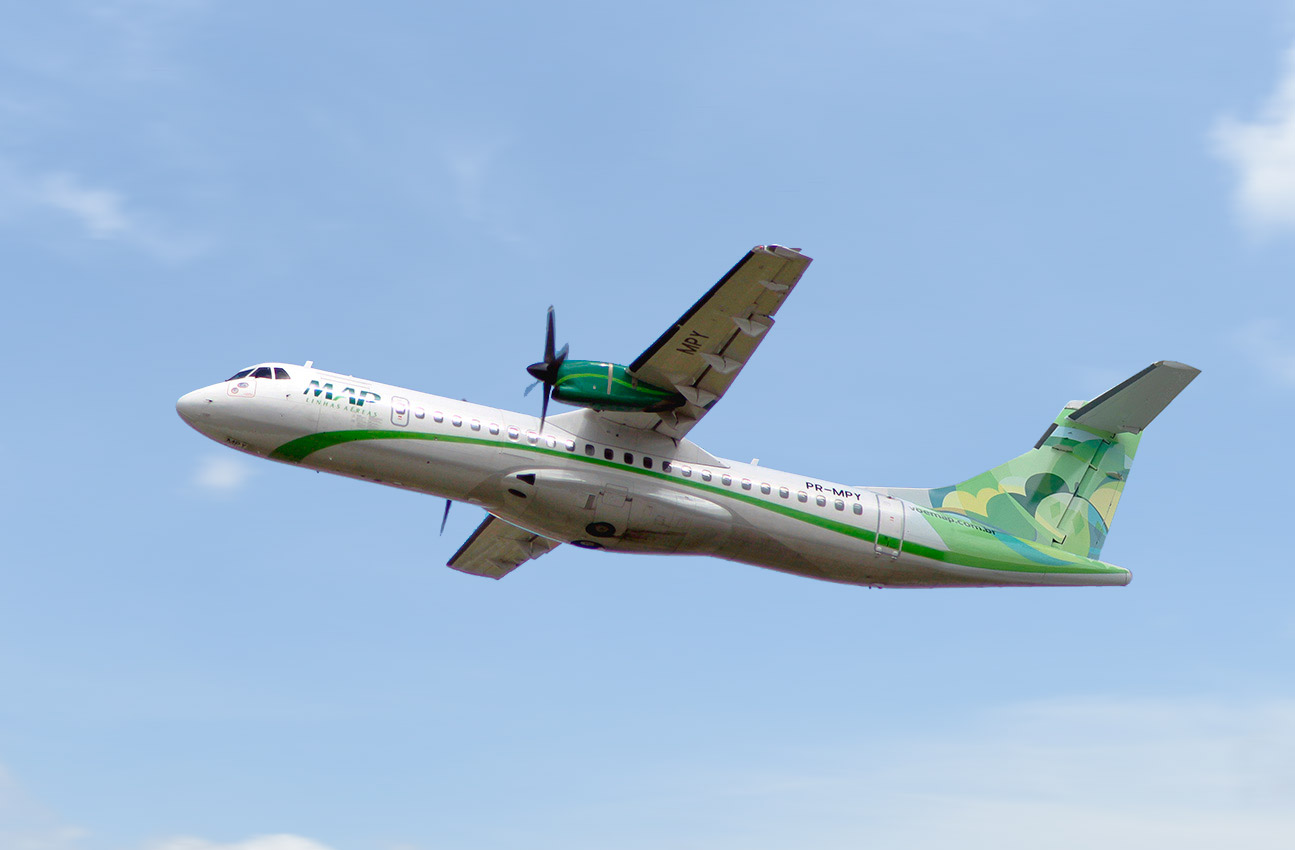
ATR 72

MAP (M anaus A erotaxi P articipações S/A) Linhas Aéreas a été fondée en 2011 et a reçu l'autorisation d'opérer des vols le 14 août 2012,.
Le 14 août 2019, MAP a obtenu 12 créneaux à l'Aéroport de São Paulo/Congonhas et, le 21 août 2019, il a été annoncé le rachat de MAP par Voepass Linhas Aéreas.  